# Blumhouse Productions
Blumhouse Productions là một công ty sản xuất phim và truyền hình Mỹ, do Jason Blum thành lập. Blumhouse chủ yếu nổi tiếng với những bộ phim kinh dị kinh phí thấp như Paranormal Activity, Insidious, The Purge, Sinister, The Gift, Split và Get Out. Năm 2014, Blumhouse sản xuất bộ phim Whiplash được đề cử giải Oscar, ở hạng mục giải Oscar cho phim hay nhất. Công ty hiện đang có hợp đồng 10 năm với Universal Pictures.